# ناحیه استلی
ناحیه استلی (به لاتین: Estelí Department) یک منطقهٔ مسکونی در نیکاراگوئه است که در نیکاراگوئه واقع شده‌است. ناحیه استلی ۲٬۲۳۰ کیلومتر مربع مساحت و ۲۲۸٬۷۶۶ نفر جمعیت دارد.